# Ljudmila Saveljeva
Ljudmila Mikhajlovna Saveljeva (russisk: Людмила Михайловна Савельева, født 24. januar 1942 i Leningrad) er en sovjetisk og russisk skuespillerinde. Hun fik sit gennembrud i en ung alder i rollen som Natasja Rostova i den Oscarbelønnede film Krig og fred udgivet i fire dele fra 1966 til 1968. Hun vandt en pris for rollen ved den Moskvas Internationale Filmfestival.

## Filmografi
| År   | Film (da. titel)                                              | Russisk titel | Rolle                                       | Noter                                                                               |
| ---- | ------------------------------------------------------------- | --- | ------------------------------------------- | ----------------------------------------------------------------------------------- |
| 1964 | Sovende skønhed                                               | Spjasjtjaja kracabitja Спящая красавица                                                                                | Nereida                                     | Instrueret af Konstantin Sergejev og Apollinari Dudko                               |
| 1967 | Krig og fred                                                  | Vojna i mir Война и мир                                                                                                | Natasja Rostova                             | Instrueret af Sergej Bondartjuk Vandt en Oscar for bedste internationale spillefilm |
| 1970 | Flugten                                                       | Beg Бег | Serafima Vladimirovna Korzukhina            | Instrueret af Aleksandr Alov og Vladimir Naumov                                     |
| 1970 | Mågen                                                         | Tjajka Чайка | Nina Zaretjnaj                              |                                                                                     |
| 1970 | Solsikke                                                      | Podsolnukhi Подсолнухи                                                                                                 | Masja                                       | Instrueret af Vittorio De Sica                                                      |
| 1972 | Den hovedløse rytter                                          | Vsadnik bez golovy Всадник без головы                                                                                  | Louise Poindexter                           | Instrueret af Vladimir Vajnsjtok                                                    |
| 1977 | Julia Vrevskaja                                               | Юлия Вревская | Julia Vrevskaja                             |                                                                                     |
| 1981 | Hatten                                                        | Sjljapa Шляпа | Mila                                        | Instrueret af Leonid Kvinikhidze                                                    |
| 1981 | Fra aften til middag                                          | S vetjera do poliudnja С вечера до полудня                                                                             | Nina Zharkov                                | Instrueret af Konstantin Khudjakov                                                  |
| 1983 | Det var krigens fjerde år                                     | Sjol tjetvjortyj god vojny Шёл четвёртый год войны                                                                     | Nadesjda Moroz                              | Instrueret af Georgij Nikolajenko                                                   |
|      | Sne                                                           | Sneg Снег | Tatjana Petrovna, skuespillerinde           |                                                                                     |
| 1984 | Vi kan ikke forudsige                                         | Nam ne dano predugadat Нам не дано предугадать                                                                         | Olga Nikolajevna Mitjurin                   |                                                                                     |
| 1984 | Succes                                                        | Uspekh Успех | Inna, tidligere hustru til Fetisov          | Instrueret af Konstantin Khudjakov                                                  |
| 1986 | Fremmed hvid og arret                                         | Tjuzjaja belaja i rjaboj Чужая белая и рябой                                                                           | Xenia Nikolajevna Startsev, skuespillerinde | Instrueret af Sergej Solovjov                                                       |
| 1989 | Sort rose - et emblem af sorg, rød rose - emblem af kærlighed | Tjornaja roza - emblema petjali, krasnaja roza - emblema ljubvi Чёрная роза эмблема печали, красная роза эмблема любви | Aleksandrs mor                              | Instrueret af Sergej Solovjov                                                       |
| 1991 | Plottet til de to historier                                   | Sjusjet dlja dvukh rasskazov Сюжет для двух рассказов                                                                  | Volodyas mor                                |                                                                                     |
| 2000 | Følsom Alder                                                  | Nezjnyj vozrast Нежный возраст                                                                                         | bedstemor ("Natheks")                       | Instrueret af Sergej Solovjov                                                       |
| 2001 | Ur uden visere                                                | Tjasy bez strelok |                                             |                                                                                     |
| 2006 | Syvende Himmel                                                | Sedmoe Nebo | Margarita, mor til Jegor                    |                                                                                     |
| 2008 | Champion                                                      | Tjempion Чемпион |                                             |                                                                                     |
| 2009 | Anna Karenina                                                 | Анна Каренина | Kittys mor                                  | Instrueret af Sergej Solovjov                                                       |